# Ralph McTell
Pour les articles homonymes, voir May et McTell.
Ralph May, dit Ralph McTell, né le 3 décembre 1944 à Farnborough, dans le borough londonien de Bromley, Royaume-Uni, est un auteur-compositeur-interprète britannique.
Il s'accompagne à la guitare. Il a été très influent dans les années 1960.
Il est surtout connu pour sa chanson Streets of London qui a été reprise plus de 200 fois à travers le monde et notamment en 2006 sur l'album The Village Lanterne du groupe folk rock Blackmore's Night.